# Густав Круп
Густав Круп фон Болен унд Халбах (Хаг, 7. август 1870 — Блухнбах, 16. јануар 1950), један од најмоћнијих индустријалаца који је служио интересима нацистичке Немачке.
Фабрику Круп водио је од 1909. године до 1941. године. Оженио се Бертом Круп 1906. године и свом презимену додао њено. Користио је робовску радну снагу током Другог светског рата. Посредно је одговоран за смрт 70.000 људи. Требало је да буде му буде суђено на Нирнбершком процесу, али се од тога одустало због његовог здравственог стања (био је прикован за кревет и сенилан). Било је оптужби против њега и на денацификацијским судовима, али су одбачене.
По њему је добио име немачки топ Тешки Густав из Другог светског рата.
Умро је 1950. године након поделе Немачке.